# Stortjärnen (Vilhelmina socken, Lappland, 720420-154412)
Stortjärnen är en sjö i Vilhelmina kommun i Lappland och ingår i Ångermanälvens huvudavrinningsområde. Sjön har en area på 0,148 kvadratkilometer och ligger 445 meter över havet.

## Delavrinningsområde
Stortjärnen ingår i det delavrinningsområde (720376-154454) som SMHI kallar för Inloppet i Bleriken. Medelhöjden är 505 meter över havet och ytan är 16,71 kvadratkilometer. Räknas de 7 avrinningsområdena uppströms in blir den ackumulerade arean 92,72 kvadratkilometer. Gråtanån som avvattnar avrinningsområdet har biflödesordning 3, vilket innebär att vattnet flödar genom totalt 3 vattendrag innan det når havet efter 341 kilometer. Avrinningsområdet består mestadels av skog (71 procent) och sankmarker (19 procent). Avrinningsområdet har 0,15 kvadratkilometer vattenytor vilket ger det en sjöprocent på 0,9 procent.